# Рахматулина, Оксана Евгеньевна
Оксана Евгеньевна Рахматулина (7 декабря 1976, Алма-Ата, Казахская ССР) — российская баскетболистка, член олимпийской сборной России 2004 и 2008 годов. Заслуженный мастер спорта России.

## Биография
Оксана Евгеньевна Рахматулина родилась 7 декабря 1976 года в городе Алма-Ате Казахская ССР. Её первыми тренерами были Чеботарев и Ануфриева. Она окончила Саратовский педагогический университет. Первым профессиональным клубом Оксаны Рахматулиной был СКА из Самары. Затем был сезон в ЦСКА и выступления в течение двух лет за границей. Потом она выступала по три года в ВБМ-СГАУ и «Динамо» Москва. Её последним клубом стал УГМК.
В 2003 году Оксана Рахматулина была задрафтована под общим 41-м номером (3-й раунд) командой WNBA Houston Comets.
Оксана Рахматулина после чемпионата мира 2006 года стала помогать спортивной школе в Томской области. В начале учебного года 2009—2010 школе было присвоено её имя.
Оксана Рахматулина по окончании сезона 2008—2009 завершила спортивную карьеру. После она приняла решения, что пройдет Повышение квалификации по специальности спортивный менеджер. В 2010 году Оксана Евгеньевна стала спортивным директором Женской баскетбольной сборной России.

## Достижения
- Бронзовый призёр Олимпийских игр 2004 и 2008 года
- Серебряный призёр чемпионатов мира: 2002, 2006
- Чемпионка Европы: 2003, 2007
- Серебряный призёр чемпионатов Европы: 2001, 2005.
- Обладатель Мирового кубка: 2003
- Бронзовый призёр Мировой Лиги ФИБА: 2004 (в составе "Балтийской Звезды"), 2007
- Бронзовый призёр Евролиги ФИБА: 2008, 2009
- Обладатель Кубка ФИБА-Европа: 2007
- Чемпион России: 2004, 2009
- Обладатель Кубка России: 2004, 2009
- Серебряный призёр чемпионата России: 2002, 2003, 2005
- Бронзовый призёр чемпионата России: 2006, 2008

## Звания и ордена
- Заслуженный мастер спорта России
- Медаль ордена «За заслуги перед Отечеством» I степени (2 августа 2009) — за большой вклад в развитие физической культуры и спорта, высокие спортивные достижения на Играх XXIX Олимпиады 2008 года в Пекине[8]